# توني هوكسورث
توني هوكسورث (بالإنجليزية: Tony Hawksworth)‏ هو لاعب كرة قدم بريطاني في مركز حراسة المرمى، ولد في 15 يناير 1938 في شفيلد في المملكة المتحدة. لعب مع مانشستر يونايتد.

## وصلات خارجية
- توني هوكسورث على موقع قاعدة بيانات كرة القدم.إي يو (الإنجليزية)
- توني هوكسورث على موقع عالم كرة القدم.نت (الإنجليزية)